# Coronach Mountain
Coronach Mountain är ett berg i Kanada.   Det ligger i provinsen Alberta, i den centrala delen av landet, 3 100 km väster om huvudstaden Ottawa. Toppen på Coronach Mountain är 2 438 meter över havet, eller 57 meter över den omgivande terrängen. Bredden vid basen är 0,44 km.
Terrängen runt Coronach Mountain är kuperad västerut, men österut är den bergig.Trakten runt Coronach Mountain är nära nog obefolkad, med mindre än två invånare per kvadratkilometer..
I omgivningarna runt Coronach Mountain växer i huvudsak barrskog.